# Illadopsis
Illadopsis és un gènere d'ocells forestals esmunyedissos que ha patit recents reubicacions taxonòmiques. Fins fa poc classificat a la família dels timàlids (Timaliidae), actualment el COI el situa als pel·lorneids (Pellorneidae). Tots es troben a l'Àfrica tropical, on freqüenten els estrats inferiors dels boscos i es donen a conèixer principalment pels xiulets que emeten.

## Etimologia
El nom Illadopsis prové del grec antic illas que significa tord i opsis, aparença).

## Taxonomia
Segons la classificació del Congrés Ornitològic Internacional (versió 15.1, 2025) el present gènere està format per 9 espècies:
- Illadopsis fulvescens - matinera bruna.
- Illadopsis rufipennis - matinera gorjaclara.
- Illadopsis distans - matinera de Friedmann.
- Illadopsis pyrrhoptera - matinera muntanyenca.
- Illadopsis cleaveri - matinera celluda.
- Illadopsis albipectus - matinera de pit escatós.
- Illadopsis turdina - matinera rogenca.
- Illadopsis puveli - matinera de Puvel.
- Illadopsis rufescens - matinera ala-rogenca.